# КНДР на летних Олимпийских играх 2004
КНДР принимала участие в Летних Олимпийских играх 2004 года в Афинах (Греция) в седьмой раз за свою историю, и завоевала одну бронзовую и четыре серебряных медали. 

## Медалисты
| Медаль  | Спортсмен   | Вид спорта        | Дисциплина                |
| ------- | ----------- | ----------------- | ------------------------- |
| Серебро | Ке Сун Хи   | Дзюдо             | Женщины, до 57 кг         |
| Серебро | Ли Сонхи    | Тяжёлая атлетика  | Женщины, до 58 кг         |
| Серебро | Ким Сон Гук | Бокс              | Мужчины, до 57 кг         |
| Серебро | Ким Хян Ми  | Настольный теннис | Женщины, одиночный разряд |
| Бронза  | Ким Чон Су  | Стрельба          | Мужчины, пистолет, 50 м   |